# إلكترونيات الطيران

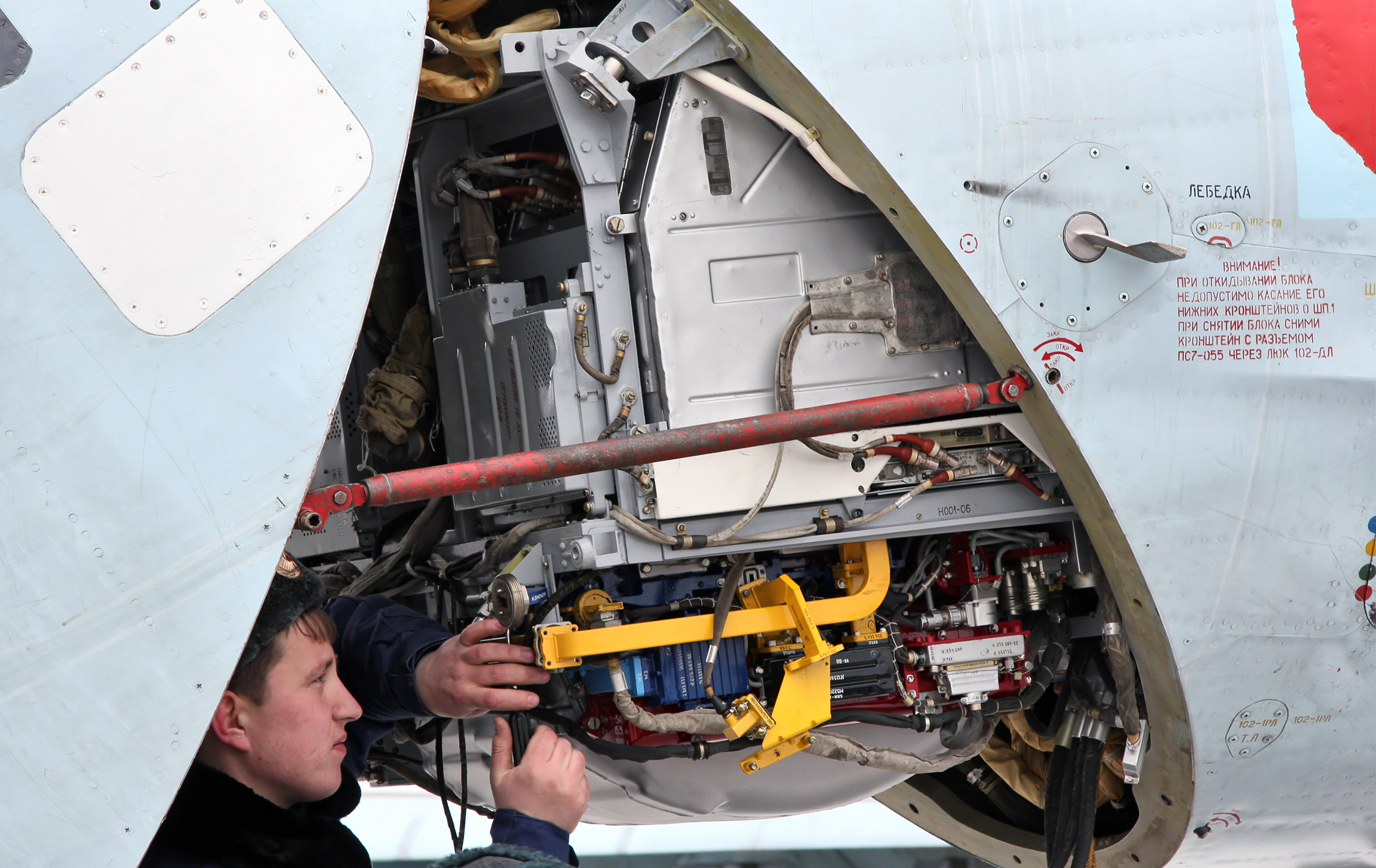
طائرة كوتزوف أثناء عملية صيانة إلكترونية في قاعدة خوتيلوف الجوية.

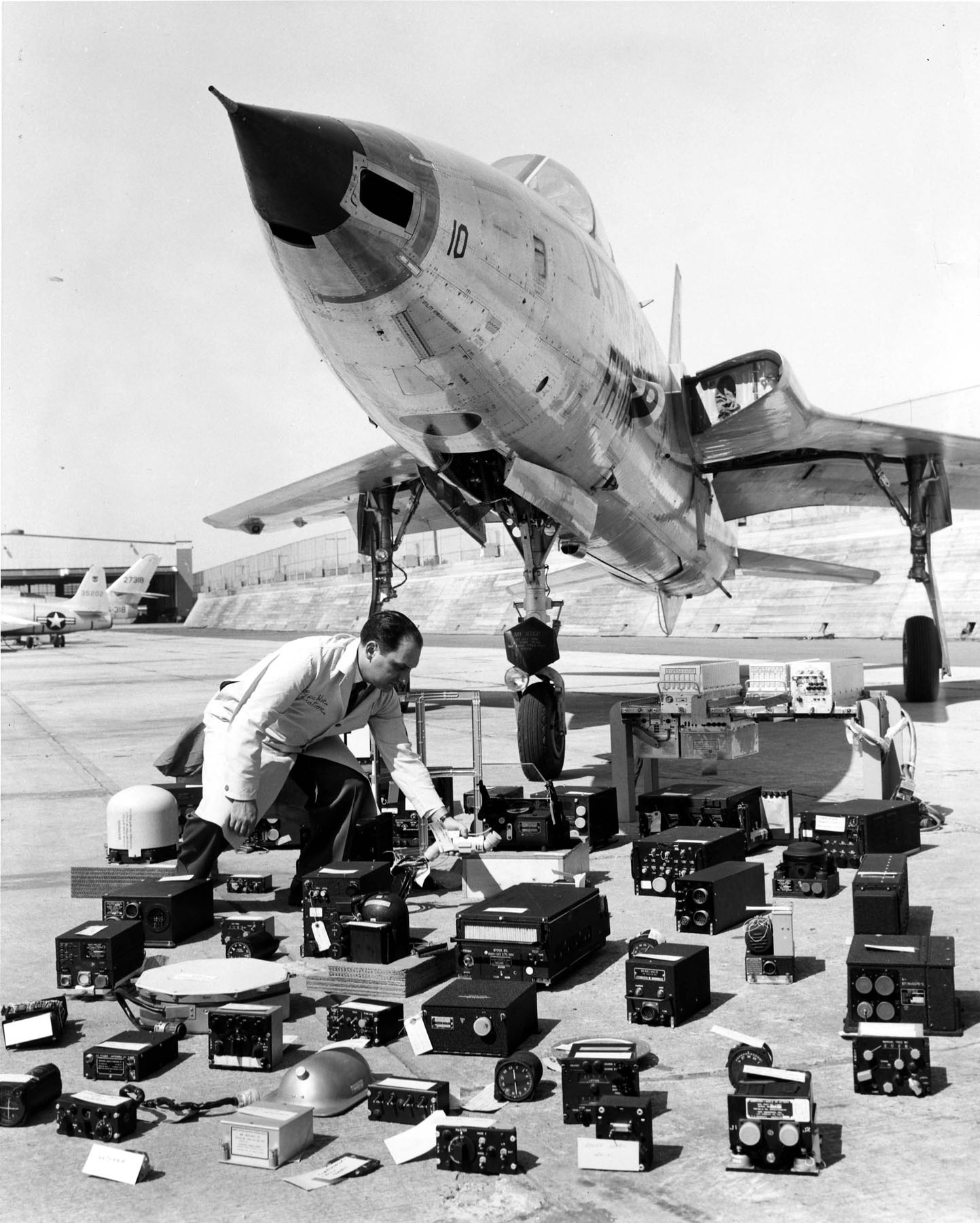
طائرة إف-105 ثاندرتشيف مع الأنظمة الإلكترونية

إلكترونيات الطيران (بالإنجليزية: Avionics)‏ والمشتق من (aviation and electronics)، هي الأنظمة الالكترونية المستخدمة في الطائرات، الأقمار الصناعية والمركبات الفضائية. تتضمن أنظمة إلكترونيات الطيران الاتصالات، الملاحة، العرض وإدارة أنظمة متعددة.

## أنظمة إلكترونيات الطيران
إن قمرة الطائرة هي المكان النموذجي للمعدات الالكترونية بما فيها التحكم، الاتصالات، المراقبة، الملاحة، الطقس وأنظمة تجنب التصادم.
إن غالبية الأنظمة الالكترونية في الطائرات تستخدم جهد تيار مستمر شدته 14 أو 28 فولط. والطائرات الأكثر تطورا تملك أنظمة إلكترونية تعمل على تيار متناوب شدته 115 فولط بتردد 400 هرتز. هناك العديد من البائعين لأنظمة الكترونيات الطيران منها شركة باناسونيك أفيونيك وشركة هانيويل الفضائية والعديد.

### الاتصالات
تربط الاتصالات قمرة قيادة الرحلة بالأرض وكذلك القمرة بالمسافرين في المقصورة مثل أنظمة مخاطبة المسافرين في الطائرة وكذلك أنظمة الاتصال الداخلي.
إن نظام الاتصال الإلكتروني VHF ذو التردد العالي يعمل على مجال حزمة الطائرة من التردد 118 MHz إلى 136.975 MHz حيث أن كل قناة متباعدة عن الأخرى بمقدار 8.33 ك هرتز في أوروبا و25 كيلو هرتز في بقية مناطق العالم. إن نظام الاتصالات الإلكتروني VHF يستخدم للإتصال بين الطائرات فيما بينها وكذلك بين الطائرة ومركز مراقبة الحركة الجوية ATC. 

### الملاحة الجوية
الملاحة الجوية هي تحديد موضع واتجاه الطائرة بالنسبة للأرض. إن أنظمة الطيران الملاحية الالكترونية تستخدم أنظمة ملاحية اعتمادا على الأقمار الصناعية كنظام تحديد المواقع "GPS" أو تستخدم أنظمة ملاحية أرضية مثل نظام VOR. إن أنظمة الملاحة الجوية الالكترونية تحسب موقع الطائرة بشكل آلي وتقوم بعرضه لطاقم الرحلة على شاشة خرائط متحركة.

### المراقبة

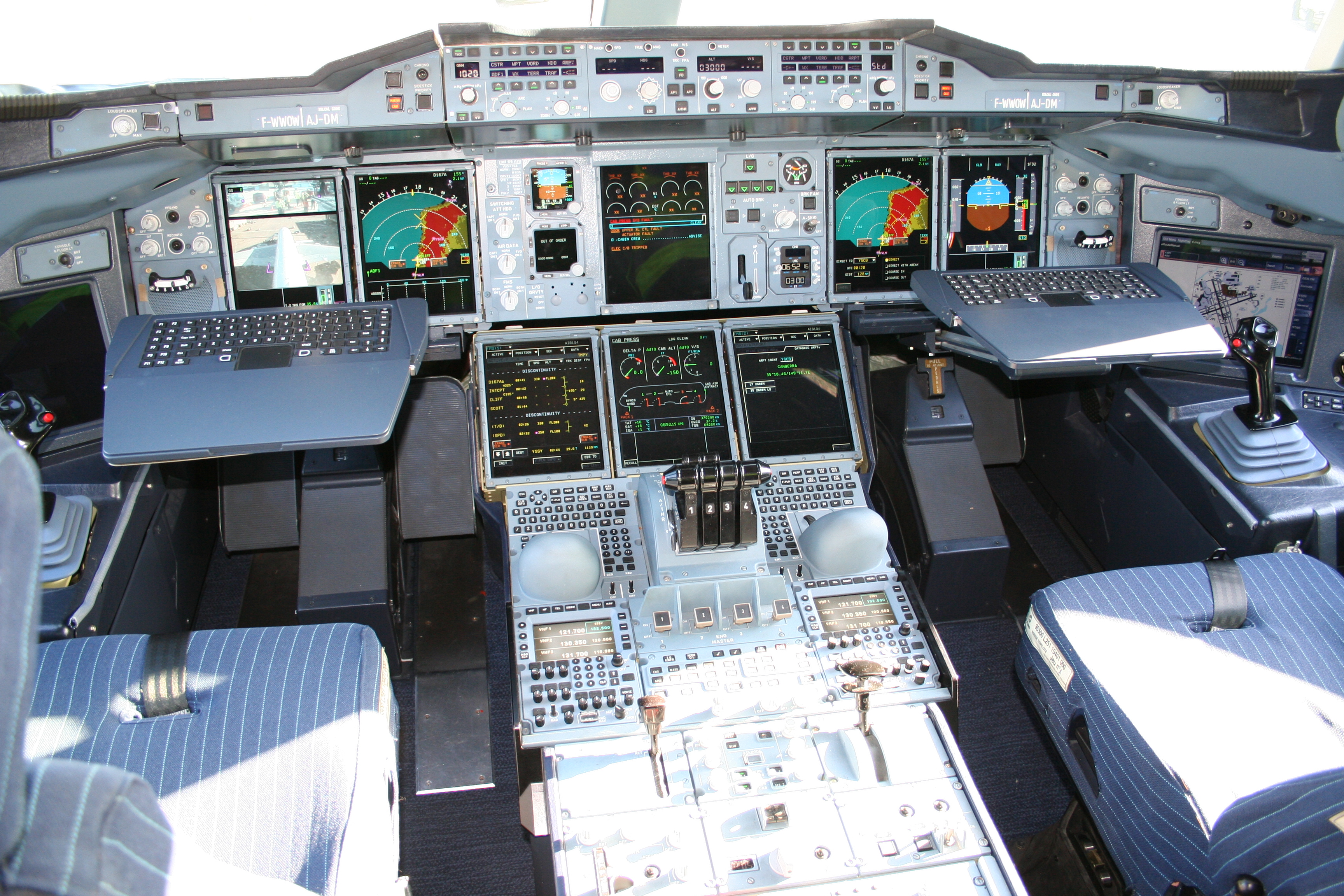
قمرة طائرة إيرباص إيه 380 ويظهر فيها الأنظمة الإلكترونية في الطائرة.

في عام 1970 بدأت التلميحات لاستبدال شاشات المراقبة التشابهية (شاشات أنبوب أشعة الكاثود) بشاشات اظهار ومراقبة إلكترونية رقمية بما يسمى قمرة القيادة الزجاجية، وفي الطائرات أصبح يتزايد تدريجيا شاشات العرض ولوحات المعلومات والتي أصبحت في نهاية المطاف تتنافس في المساحة وجذب انتباه الطيار. في ذلك الوقت بلغ متوسط عدد أجهزة القياس والعرض والتحكم في قمرة القيادة 100 جهاز.

### أنظمة التحكم بالطيران
تملك الطائرات وسائل آلية للتحكم بالرحلة. يتزايد اليوم التحكم الآلي بالرحلة وذلك للحد من أخطاء الطيار وعبء العمل في أوقات رئيسية كالإقلاع والهبوط. تم اختراع الطيار الآلي لأول مرة من قبل لورانس سبيري خلال الحرب العالمية الثانية.

### أنظمة تجنب التصادم

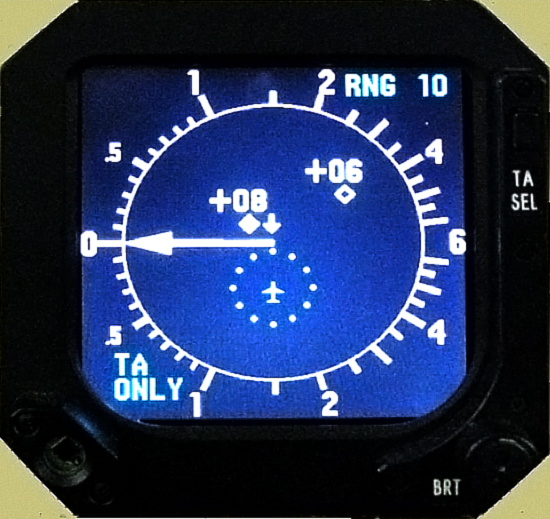
مؤشر مانع التصادم الجوي (TCAS indicator)

لتحقيق التحكم بحركة المرور الجوي، تستخدم أغلب طائرات النقل الكبيرة وبعض الطائرات الصغيرة نظام تنبيه بحركة المرور وتجنب التصادم "TCAS" والذي يمكن أن يكتشف وجود طائرات قريبة ويوفر تعليمات لتجنب الاصطدام.

### الصندوق الأسود
مسجلات بيانات قمرة قيادة الطائرات التجارية أو مايعرف بـ الصندوق الأسود، يخزن بيانات الرحلة والصوت في قمرة القيادة. غالباً يتم استردادها من الطائرة لتحديد إعدادات التحكم والبارامترات الأخرى أثناء وقوع الحادث.

### أنظمة الطقس
إن أنظمة الطقس في الطائرة مثل رادار الطقس وأجهزة الكشف عن البرق مهمة للطائرة التي تحلق في الليل أو في حالات الأرصاد الجوية التي لايمكن فيها للطيار رؤية الطقس أمامه. إن الهطولات المطرية الغزيرة التي يكشف عنها من خلال رادار الطقس وكذلك الاضطرابات الجوية العنيفة يكشف عنها من جهاز الكشف عن البرق مما يسمح للطيار بالانحراف عن مناطق هذه الحالات الجوية.

### أنظمة إدارة الطائرة
أنظمة إدارة الطائرة تفيد في تقديم نوع من السيطرة المركزية على الأنظمة المعقدة المتعددة المركبة في الطائرات، بما في ذلك مراقبة وإدارة المحركات. يتم دمج نظم الصلاحية والاستخدام مع حواسيب إدارة الطائرة لإعطاء فنيي الصيانة تحذيرا مبكرا عن الأجزاء التي يجب تغييرها أثناء عمليات الصيانة الدورية.